# Joe Powell
Joseph Joshua Powell, detto Joe (Bristol, 1870 – Londra, 29 novembre 1896), è stato un calciatore inglese, di ruolo centrocampista.

## Carriera
Nato a Bristol, Powell dopo aver lasciato la scuola si unì alle forze armate britanniche all'80º Reggimento Walsall Staffordshire, dove giocò anche a calcio. Il Woolwich Arsenal notò il suo talento come ala destra, e lo acquistò nel 1892, diventando capitano nella stagione 1893-1894. Debuttò nella sconfitta maturata contro il Sunderland in FA Cup nel gennaio 1893. Dopo quattro stagioni all'Arsenal Powell morì alla giovane età di 26 anni. In una partita contro il Kettering Town il 23 novembre, cadde goffamente e si ruppe il braccio. Presto contrasse il tetano e nonostante gli venne amputato l'arto, morì una settimana dopo, lasciando la fascia da capitano a Gavin Crawford. Con i Gunners giocò in totale 96 partite, di cui 6 in FA Cup.